# Cristina D'Avena
Cristina D'Avena (Bolonha, 6 de julho de 1964) é uma atriz e cantora italiana.